# Ourapteryx cretacea
Ourapteryx cretacea är en fjärilsart som beskrevs av Louis Beethoven Prout 1915. Ourapteryx cretacea ingår i släktet Ourapteryx och familjen mätare. Inga underarter finns listade i Catalogue of Life.